# Prêmio Internacional às Mulheres de Coragem

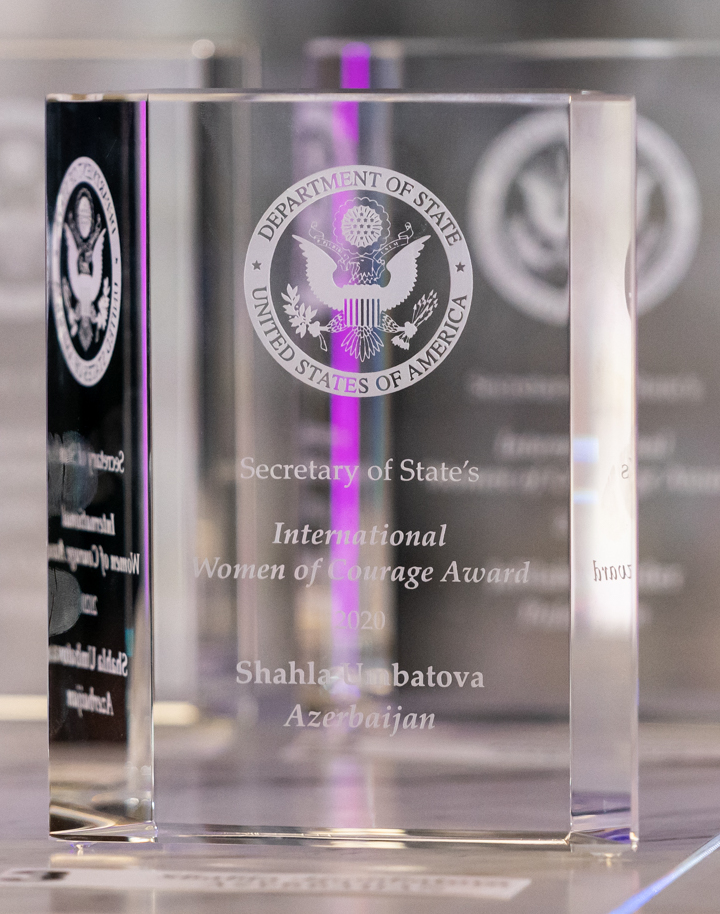
International Women of Courage Award prêmio norte-americano

Prêmio Internacional às Mulheres de Coragem (original em inglês: International Women of Courage Award) é um prêmio norte-americano apresentado anualmente pelo Departamento de Estado dos Estados Unidos às mulheres de todo o mundo que demonstraram liderança, coragem, desenvoltura e disposição para se sacrificar pelos outros, especialmente na promoção dos direitos das mulheres.

## História
O prêmio foi criado em 2007 pela Secretária de Estado dos EUA, Condoleezza Rice, no Dia Internacional da Mulher, uma celebração anual observada a cada 8 de março em muitos países do mundo. Cada embaixada dos EUA tem o direito de recomendar uma mulher como candidata.

### Vencedoras do prêmio por ano
2007
- Jennifer Louise Williams do Zimbábue[3]
- Siti Musdah Mulia da Indonésia[3]
- Ilze Jaunalksne da Letônia[3]
- Samia al-Amoudi da Arábia Saudita[3]
- Mariya Ahmed Didi das Maldivas[3]
- Susana Trimarco de Veron da Argentina[3]
- Aziza Siddiqui do Afeganistão[3]
- Sundus Abbas do Iraque[3]
- Shatha Abdul Razzak Abbousi do Iraque[3]
- Mary Akrami da Afeganistão[3]

2008
- Suraya Pakzad do Afeganistão[4]
- Virisila Buadromo de Fiji[4]
- Eaman al-Gobory do Iraque[4]
- Valdete Idrizi do Cosovo[4]
- Begum Jan do Paquistão[4]
- Nibal Thawabteh da Palestina[4]
- Cynthia Bendlin do Paraguai[4]
- Farhiyo Farah Ibrahim da Somália[4]

2009
- Mutabar Tadjibayeva do Uzbequistão[5][6]
- Ambiga Sreenevasan da Malásia[6]
- Wazhma Frogh do Afeganistão[6]
- Norma Cruz da Guatemala[6]
- Suaad Allami do Iraque[6]
- Hadizatou Mani do Níger[6]
- Veronika Marchenko da Rússia[6]
- Reem Al Numery do Iêmen[6]

2010
- Shukria Asil do Afeganistão[7]
- Shafiqa Quraishi do Afeganistão[7]
- Androula Henriques do Chipre[7]
- Sonia Pierre da República Dominicana[7]
- Shadi Sadr do Irã[7]
- Ann Njogu  do Quênia[7]
- Lee Ae-ran da Coreia do Sul[7]
- Jansila Majeed do Sri Lanka[7]
- Marie Claude Naddaf da Síria[7]
- Jestina Mukoko do Zimbábue[7]

2011
- Maria Bashir da Afeganistão[8]
- Henriette Ekwe Ebongo dos Camarões[8]
- Guo Jianmei da China[8]
- Eva Abu Halaweh da Jordânia[8]
- Marisela Morales Ibañez do México[8]
- Ágnes Osztolykán da Hungria[8]
- Roza Otunbayeva do Quirguistão[8]
- Ghulam Sughra do Paquistão[8]
- Yoani Sanchez de Cuba[8]
- Nasta Palazhanka da Bielorrússia[8]

2012
- Aneesa Ahmed das Maldivas[9]
- Zin Mar Aung de Myanmar[9]
- Samar Badawi da Arábia Saudita[9]
- Shad Begum do Paquistão[9]
- Maryam Durani do Afeganistão[9]
- Pricilla de Oliveira Azevedo do Brasil[9]
- Hana Elhebshi da Líbia[9]
- Jineth Bedoya Lima da Colômbia[9]
- Şafak Pavey da Turquia[9]
- Hawa Abdallah Mohammed Salih do Sudão[9]
- Gabi Calleja de Malta[10]

2013
- Malalai Bahaduri do Afeganistão[11][12]
- Tsering Woeser da China[12]
- Julieta Castellanos de Honduras [12]
- Nirbhaya "Fearless" da Índia [12]
- Josephine Obiajulu Odumakin da Nigéria[12]
- Elena Milashina da Rússia[12]
- Fartuun Adan da Somália[12]
- Razan Zeitouneh da Síria[12]
- Ta Phong Tan do Vietnã[12]

2014
- Nasrin Oryakhil do Afeganistão[13]
- Roshika Deo de Fiji[13]
- Rusudan Gotsiridze da Geórgia[13]
- Iris Yassmin Barrios Aguilar da Guatemala[13]
- Laxmi da Índia[13]
- Fatimata Touré do Mali[13]
- Maha Al Muneef da Arábia Saudita[13]
- Oinikhol Bobonazarova do Tajiquistão[13]
- Ruslana Lyzhychko da Ucrânia[13]
- Beatrice Mtetwa do Zimbábue[13]

2015
- Niloofar Rahmani do Afeganistão[14]
- Nadia Sharmeen de Bangladesh[14]
- Rosa Julieta Montaño Salvatierra da Bolívia[14]
- May Sabe Phyu de Myanmar[14]
- Emilie Béatrice Epaye da República Centro Africana[14]
- Marie Claire Tchecola do Guiné[14]
- Sayaka Osakabe do Japão[14]
- Arbana Xharra do Kosovo[14]
- Tabassum Adnan da Paquistão[14]
- Majd Izzat al-Chourbaji da Síria[14]

2016
- Sara Hossain do Bangladesh[15]
- Debra Baptist-Estrada do Belize[16]
- Ni Yulan da China[17]
- Latifa Ibn Ziaten da França[17]
- Thelma Aldana da Guatemala[18]
- Nagham Nawzat do Iraque[17][19]
- Nisha Ayub da Malásia[20]
- Fatimata M’baye da Mauritânia[21]
- Zhanna Nemtsova da Rússia[17]
- Zuzana Števulová da Eslováquia[22]
- Awadeya Mahmoud do Sudão[23]
- Vicky Ntetema da Tanzânia[21]
- Rodjaraeg Wattanapanit da Tailândia[24]
- Nihal Naj Ali Al-Awlaqi da Iêmen[25]